# 僕たちは世界を変えることができない。
『僕たちは世界を変えることができない。』（ぼくたちはせかいをかえることができない。）は、葉田甲太によるノンフィクション書籍。2008年に自費出版にて発売され、2010年に加筆されたものが小学館で出版された。初版は自費出版ながら5000部を売り上げた。後の小学館版は、自費出版にあった下品な表現が軽減されている。
2011年には『僕たちは世界を変えることができない。 but we wanna build a school in cambodia.』のタイトルで映画化されている。
2019年には、映画化から8年後を描いた『僕たちはヒーローになれなかった。』があさ出版から出版された。

## あらすじ
主人公の田中甲太は医大生2年であり、気楽なイベントサークルで日々過ごしていたが、ある時ボランティア募金のパンフレットを見て、150万円を集めることができればカンボジアに学校を建てることができることを知る。主人公は仲間を募り、チャリティーイベントに精を出す。普通の医大生たちがカンボジアに小学校を建てるまでの奮闘記である。

## 単行本
- 『僕たちは世界を変えることができない。』(パレード、2008年)ISBN 978-4434117565
- 『僕たちは世界を変えることができない。』(小学館、2010年)ISBN 978-4093881623

## 映画
2011年9月23日劇場公開。葉田甲太の体験記を映画化したストーリー。監督は深作健太。主演は初主演となる向井理。ドキュメントタッチのライブ感に拘り、撮影現場では状況に応じて台詞の変更、即興芝居もしている。
キャッチコピーは「だから、みんなで笑顔をつくった。」。
全国118スクリーンで公開され、映画観客動員ランキング（興行通信社調べ）で初登場第9位となった。

### 作中の小学校建設について
作中では、パンフレットの団体によると「小学校を建てるのに本来300万円かかる所を、この団体に150万円寄付すれば残り半分を世界銀行が負担してくれる」と書かれている。そのため、甲太たちの募金の目標金額は150万円となっている。

### キャスト

#### 甲太と仲間たち
田中甲太
演 - 向井理
一浪後、医大に通う2年生。服屋のバイト(時給880円)と授業と飲み会だけの日々に物足りなさを感じ、ありきたりの毎日を変えてくれる何かを渇望している。真面目だが人見知りで話すのが苦手で、行動力もあまりなく頼りない性格。ブルーハーツの歌が好きで、高校時代にコピーバンドで歌っていた。また、ケータイの着メロは、ブルーハーツの『リンダリンダ』。両親は兵庫県の西宮市出身。漫画は『キャプテン翼』が好きで過去にはサッカー部に所属していた。
芝山匤史
演 - 柄本佑
甲太と同じ大学の同級生。おとなしくて引っ込み思案なため物事をあきらめやすい性格。基本的にうじうじしており愚痴や文句が多い。充に対し当初、内心「ミラーボールみたいなキラキラ感が出てて嫌い」と感じておりあまり良い印象は持っていなかった。ちなみに初対面の充から「ちょっとネズミっぽいね」と面と向かって言われている。後に甲太と同じ講義で追試を受けることになる。
矢野雅之
演 - 窪田正孝
甲太と同じ大学の同級生。あだ名は『矢野っち』。どちらかと言うとおとなしく目立ったことは苦手な性格だが、いざ物事が決まると頭の切り替えが速く、意外と熱い一面がある。イベントサークルの名前『そらまめ』を命名した人物。当初、カンボジアの小学校建設活動には消極的だったが、後にカンボジアの一人の女性と会ったことから意識が変わる。作中では、あるカンボジア人から「カンボジアの有名な歌手に似ている」と評されている。
本田充（みつる）
演 - 松坂桃李
甲太とは別の大学に通う経済学部の学生。茶髪のギャル男。ノリが良くてチャラチャラした性格だが、かなり社交的で行動力がある。また口が上手く物怖じしないため女性をナンパするのが得意。加えて大勢で盛り上がることが好きなため、自らが主催のイベントを時々行っている。好きな漫画は『SLAM DUNK』で、高校時代はバスケ部所属。甲太と同じように何か物足りなさを感じており本気で打ち込めるものを探していた所、偶然甲太と出会う。

#### 甲太と関わる他の人
久保かおり
演 - 村川絵梨
甲太と同じ医大の学生で、雅之によると看護学科所属とのこと。兵庫県姫路市出身。甲太から好意を寄せられるようになる。自身はインドネシアでボランティア活動をした経験がある。甲太からカンボジアの小学校建設のチラシを受け取ったことから『そらまめ』の活動に参加する。
近藤教授
演 - 阿部寛
担当は解剖学。講義を受ける甲太たち学生に将来医者になるための知識や心構えを教える。後に甲太に献体の話を絡めてボランティアについて自身の考えを述べる。自身は若い頃、内戦が終わった直後にカンボジアに行ったが経験ある。
カンボジアのツアーガイド
演 - Kor Vurthy
カタコトではあるが日本語が話せる。甲太たちをポル・ポト政権時代に使用された収容所(現在のトゥールスレン博物館)、多くのエイズ患者を受け入れる病院などを案内する。ポル・ポト政権時に父親が強制労働をさせられた時のことを甲太たちに話す。

#### その他
篠崎奈緒
演 - 江口のりこ
甲太の恋人。ただし冒頭で「甲太に不満があるわけじゃないけど何か物足りない」と言って別れを切り出す。
IT企業の社長
演 - 黄川田将也
『ライブウィンド』の経営者。『そらまめ』の活動に賛同したスポンサー。社長と言っても若い青年で柔軟な思考の持ち主。甲太の小学校建設のためのイベントサークル活動にプロモーション協力する。
ゆみこ
充の知り合いで帰国子女。英語が得意なため、甲太たちがカンボジアに小学校建設の話を交渉しに行く時に同行し、英語を話す外国人相手に通訳する。
デリヘル嬢・ルナ
演 - 黒川芽以
自暴自棄になった甲太に胸を貸す。60分で18,000円の設定。
バーのマスター
演 - リリー・フランキー
照明を抑えた落ち着いたムードのあるバーを経営。甲太が時々訪れており、甲太が恋人と別れ話をした時や『そらまめ』の4人が話し合う時などにこのバーを利用している。

### スタッフ
- 監督 - 深作健太
- 原作 - 葉田甲太「僕たちは世界を変えることができない。But we wanna build a school in Cambodia.」
- 脚本 - 山岡真介
- 音楽 - かみむら周平
- 製作 - 香月純一、木下直哉、重村博文、日達長夫、塚本勲、北川直樹、喜多埜裕明、堀徹、伊藤伸彦、小野田丈士、古玉國彦、渡辺万由美
- 企画 - 黒澤満
- 企画・プロデュース - 近藤正岳
- プロデューサー - 佐藤現、服部紹男
- 音楽プロデューサー - 津島玄一
- 撮影 - 鈴木一博、赤池登志貴
- 照明 - 岡本みゆき
- 美術 - 将多
- 装飾 - 柳澤武
- 録音 - 加来昭彦
- 編集 - 洲崎千恵子
- 助監督 - 佐和田惠
- 製作 - 「僕たち」フィルムパートナーズ（東映、木下グループ、キングレコード、東映ビデオ、加賀電子、ソニー・ミュージックエンタテインメント、Yahoo! JAPAN、メモリーテック、オリガミクスパートナーズ、ホリ・エージェンシー、東映チャンネル、トップコート）
- 協賛 - HIS
- 制作プロダクション　セントラル・アーツ
- 配給 - 東映

### 主題歌
RAM WIRE「歩み」

### ソフト化
発売・販売元はキングレコード。
- Making of 僕たちは世界を変えることができない。『僕たちは世界を変えることができない。』と過ごした時間（DVD1枚組、2011年8月24日発売）
  - 映画公開前に発売されたメイキングDVD。
  - 初回限定特典
    - 『僕たちは世界を変えることができない。』劇場割引券チラシ
- 僕たちは世界を変えることができない。 DVD通常版（1枚組、2012年3月9日発売）
  - 映像特典
    - 特報・劇場予告編・TVスポット集

  - 音声特典
    - オーディオコメンタリー（監督：深作健太×向井理 他）
- 僕たちは世界を変えることができない。 DVDフォトブック付初回限定生産版（1枚組、2012年3月9日発売）
  - 映像・音声特典：DVD通常版と同様
  - 封入特典
    - オールカラーフォトブック（70P）

  - 特製アウターケース付き
- 僕たちは世界を変えることができない。 DVD初回限定生産版（DVD2枚組、2012年3月9日発売）
  - ディスク1：本編DVD（通常版と同様）
  - ディスク2：特典DVD
    - メイキング『すべて見せます!「僕セカ」撮影現場の舞台裏』
    - 特別番組「僕セカ」話題沸騰! 緊急スペシャル
    - 向井理・松坂桃李・柄本佑・窪田正孝の座談会（完全版）
    - イベント映像集（プレミア試写会&舞台挨拶、初日舞台挨拶、大ヒット御礼舞台挨拶）
    - キャスト・スタッフインタビュー集

  - 特製アウターケース付き
- 僕たちは世界を変えることができない。 ブルーレイ（1枚組、2012年3月9日発売）
  - 映像・音声特典：DVD初回限定生産版（2枚組）と同様